# Jainpur
Jainpur är en ort i Indien.   Den ligger i distriktet Āzamgarh och delstaten Uttar Pradesh, i den nordöstra delen av landet, 700 km öster om huvudstaden New Delhi. Jainpur ligger 78 meter över havet och antalet invånare är 11 674.
Terrängen runt Jainpur är mycket platt. Runt Jainpur är det tätbefolkat, med 849 invånare per kvadratkilometer. Närmaste större samhälle är Mubārakpur, 8,5 km sydväst om Jainpur. Trakten runt Jainpur består till största delen av jordbruksmark.